# Georges Gandil
Georges Gandil (Bruniquel, 18 de mayo de 1926-Bruniquel, 24 de octubre de 1999) fue un deportista francés que compitió en piragüismo en la modalidad de aguas tranquilas.
Participó en los Juegos Olímpicos de Londres 1948, obteniendo dos medallas de bronce en las pruebas de C2 1000 m y C2 10 000 m.

## Palmarés internacional
| Juegos Olímpicos | Juegos Olímpicos      | Juegos Olímpicos  | Juegos Olímpicos |
| Año              | Lugar                 | Medalla           | Evento           |
| ---------------- | --------------------- | ----------------- | ---------------- |
| 1948             | Londres (Reino Unido) | Medalla de bronce | C2 1000 m        |
| 1948             | Londres (Reino Unido) | Medalla de bronce | C2 10 000 m      |